# Gloria Holden
Gloria Holden (Londres, 5 de septiembre de 1903-Redlands, California, 22 de marzo de 1991) fue una actriz cinematográfica estadounidense que trabajó a lo largo de los años treinta, cuarenta y cincuenta.

## Inicios
Gloria Holden llegó a los Estados Unidos siendo niña. Se educó en Wayne (Pensilvania) y posteriormente estudió en la American Academy of Dramatic Arts de Nueva York.

## Teatro
Gloria Holden sustituyó a Lilly Cahill en el papel protagonista femenino de As Husbands Go, en el Teatro John Golden de Broadway, en junio de 1931. Antes de ello tuvo pequeños papeles en obras tales como The Royal Family, en la cual tenía cuatro líneas de diálogo. Fue suplente de Mary Ellis en Children of Darkness. También trabajó en The Ferguson Family. 
En agosto de 1932, Gloria Holden formó parte del reparto de Manhattan Melody. La obra se presentó en el Teatro Longacre. En esta obra, de Lawrence Hazard, adaptada por L. Lawrence Weber, también actuaban Helen Lowell, Minnie Dupree, y William Corbett. También actuó en Survivor (1933), escrita por by D.L. James, y en Memory (1933), de Myron Fagan.
El western dramático The Long Frontier (1935) fue estrenado en el Westport Country Playhouse, en Westport, Connecticut. Nance O'Neil encabezaba un reparto que incluía a Gloria Holden, Alan Bunce, y Claire Carleton.

## Cine
De toda su larga carrera, posiblemente sea mejor recordada Gloria Holden por dos papeles: el de la protagonista de La hija de Drácula, película de 1936, y el de Alexandrine, esposa de Zola, en la película The Life of Emile Zola, de 1937.
En julio de ese último año, Gloria Holden fue escogida para interpretar el papel de Marian Morgan en la película The Man Without a Country, dirigida por Crane Wilbur (1886 – 1973). Esta obra en technicolor, que contó con John Litel como actor principal masculino, fue candidata a un Oscar.
En Dodge City (1939), Gloria Holden interpretó el personaje de Mrs. Cole, tía del principal femenino encarnado por Olivia de Havilland. Este western de la Warner Bros fue rodado en Modesto (California). 
En Tras el sol naciente (Behind the Rising Sun, 1943), basada en los hechos de Pearl Harbor, Gloria Holden se encargaba del personaje de Sara Braden, y trabajaba junto a Robert Ryan y Margo, dirigidos por Edward Dmytryk.
Gloria Holden trabajó en múltiples producciones a lo largo de los años cuarenta y cincuenta; algunas son The Hucksters, 1947, dirigida por Jack Conway), Killer McCoy (1947), Precious Waters (1948), A Kiss for Corliss (1949, dirigida por Richard Wallace), y Eddie Duchin (The Eddie Duchin Story, 1956). Los últimos papeles de Holden son de 1958, en las películas La pícara edad y Esta tía es un demonio (en esta última, sin acreditar).
En 1944, Gloria Holden se casó con William Hoyt. El matrimonio duró hasta el fallecimiento de ella por ataque cardíaco en 1991.